# Xiphoceriana brunneriana
Xiphoceriana brunneriana är en insektsart som först beskrevs av Henri Saussure 1887.  Xiphoceriana brunneriana ingår i släktet Xiphoceriana och familjen Pamphagidae. Inga underarter finns listade i Catalogue of Life.